# Suburbanisierung
Suburbanisierung (englisch suburban ‚am Stadtrand‘) oder Stadtflucht ist die Abwanderung städtischer Bevölkerung oder städtischer Funktionen (Industrie, Dienstleistungen) aus der Kernstadt in das städtische Umland (die in der englischsprachigen Literatur so genannte  Suburbia) und auch darüber hinaus. Damit verbunden ist eine Diffusion der kompakten Stadt in ihr umliegendes Land, d. h. Bevölkerung, Arbeitsplätze, Funktionen und damit auch zentralörtliche Bedeutung verschieben sich aus dem Stadtkern in den suburbanen Bereich, z. B. in die Vorstadt. Mit der Entwicklung von Suburbanisierung und ihren demographischen, ökonomischen und siedlungsstrukturellen Auswirkungen befassen sich die Regionalplanung und die Stadtgeographie. Das Gegenteil ist die Landflucht (Verstädterung bzw. Urbanisierung). Zu unterscheiden ist Stadtflucht von Entstädterung.

## Prozessbeschreibung

Bevölkerungs- und Arbeitsplatzwanderung bei der Suburbanisierung

Wohnsuburbanisierung in Leipzig, 1995

Zumeist parallel mit der Entwicklung des motorisierten Individualverkehrs ist ein (historischer) Prozess der Ausdehnung städtischer Lebens- und Siedlungsweise aus der Kernstadt in das Ergänzungsgebiet zu beobachten. Die Abwanderung aus den Großstädten oder die Zuwanderung in die Ballungsgebiete führt zur Verstädterung ländlicher Gemeinden oder – bei Neugründungen von Siedlungen – zur Entstehung von Satellitenstädten oder Trabantenstädten. Diese außerhalb der Grenzen der Kernstadt liegenden Gebiete sind funktional mit der Kernstadt verbunden. Die funktionale Verflechtung zwischen Kernstadt und Umland wird in der Regel über den Anteil von Auspendlern aus einer Umlandgemeinde (englisch suburb) in die Kernstadt definiert. Schwierigkeiten bei der Messung von Verflechtungen treten auf, wenn sich die Größe der Umlandregionen zwischen zwei zu untersuchenden Zeitpunkten verändert.
Folgende Aspekte stehen bei der Beschäftigung mit Suburbanisierung im Vordergrund:
- Die ungleiche Verteilung von Belastungen der öffentlichen Infrastruktur geht im Allgemeinen zu Ungunsten der Kernstadt aus, die häufig ganz erhebliche Leistungen (auch) für das Umland erbringt, ohne dafür einen finanziellen Ausgleich zu erhalten, obwohl Umlandgemeinden oft ein höheres Steueraufkommen haben.
- Der Verlust an Zentralität und Bevölkerung führt in der Kernstadt häufig
  - zum Verlust an Arbeitsplätzen,
  - zur Veränderung der Einzelhandelsstruktur,
  - zu Segregation marginalisierter Bevölkerungsgruppen insbesondere im Innenstadtrandbereich und Segregation von bestimmten Haushaltstypen im suburbanen Raum (Akteure der Suburbanisierung),
  - einem Leerlaufen bzw. einer Überkapazität von Infrastruktur (in den Bereichen Verkehr, Ver- und Entsorgung, Kultur und Freizeit)
- Die Zunahme an Zentralität in der Umlandgemeinde führt hingegen zu
  - einer Verknappung des verfügbaren Wohn- und Gewerbebaulandes,
  - einer Zunahme der Flächeninanspruchnahme (Zersiedelung),
  - Zunahme der Pendlerbewegungen und höherer Belastung der Verkehrsinfrastruktur, vor allem im Bereich des MIV (motorisierten Individualverkehrs),
  - einem Anpassungsdruck sonstiger Infrastruktur, z. B. Kindergärten,
  - soziostrukturellen Problemen, z. B. Konflikte zwischen zugezogener und alteingesessener Bevölkerung,
  - einem Verlust regionaler und kommunaler Identitäten,
  - einem erhöhten Steueraufkommen,
  - einer Überformung der alten, gewachsenen Siedlungsstrukturen
- Die zunehmende Zersiedelung und der wachsende Flächen- und Energieverbrauch sind mit dem Aspekt der Nachhaltigkeit in der Nutzung natürlicher Ressourcen nicht vereinbar.

Hauptakteure der Wohnsuburbanisierung sind jüngere Menschen, vor allem junge Familien, wie die beispielhafte Altersstruktur der Wanderungsbewegungen über die Stadtgrenze einer deutschen Großstadt hinweg zeigt.
In den letzten Jahrzehnten hat die Suburbanisierung ihren Charakter in vielen Ländern verändert. Die suburbanen Zonen weisen eine stärker gemischte Nutzung und eine heterogenere Bevölkerung auf. Die Zahl der Auspendler hat sich oft verringert, da Arbeitsplätze in den suburbanen Zonen entstanden sind. Auch Ansiedlung von Dienstleistungen und die Digitalisierung fördern die Autonomie der suburbanen Zonen und führen dazu, dass sie nicht mehr nur als funktionale Ergänzungsräume der Kernstädte anzusehen sind (sog. Post-Suburbanisierung).

## Geschichte

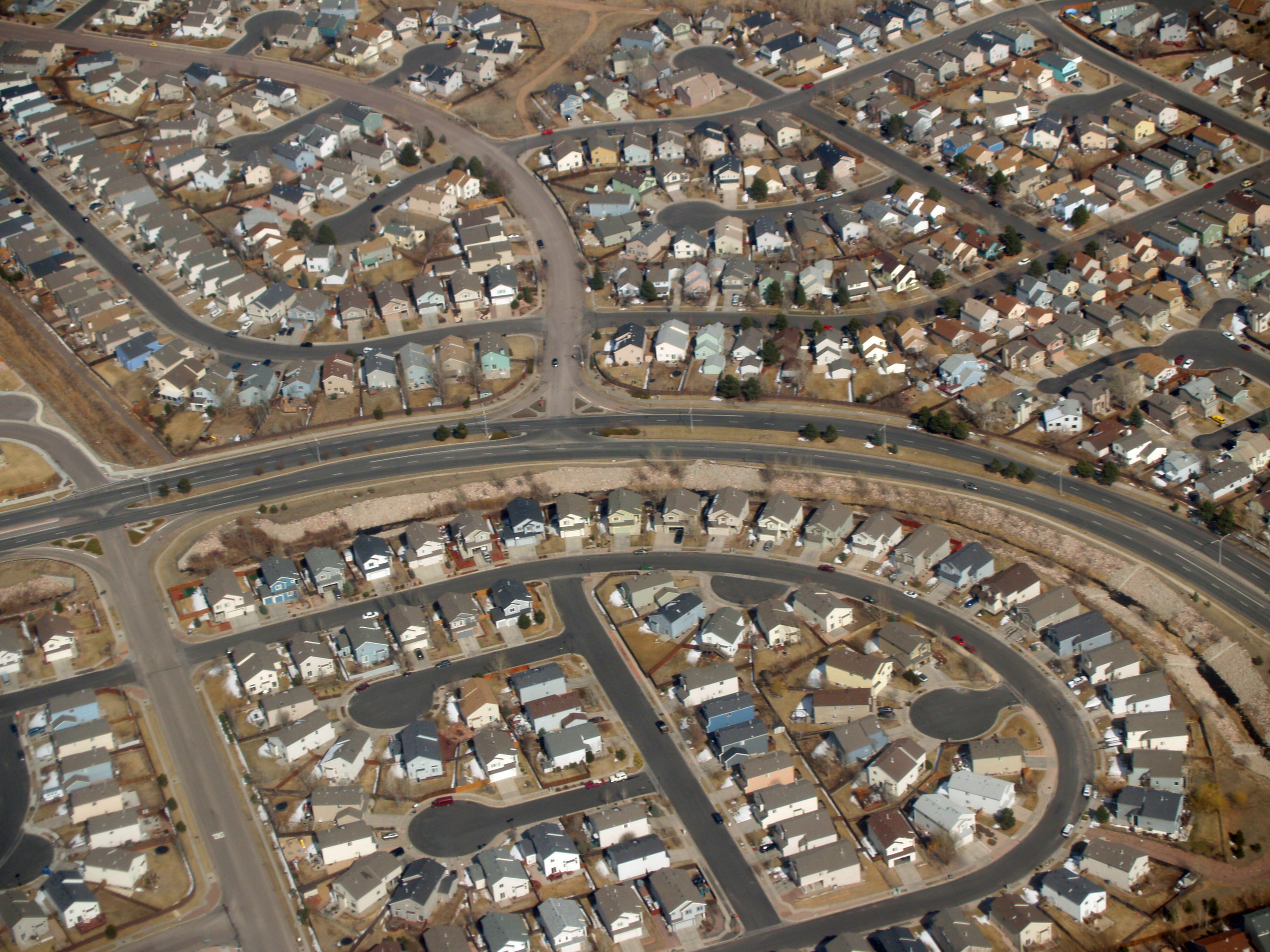
Planmäßig angelegte suburbane Siedlung in den USA

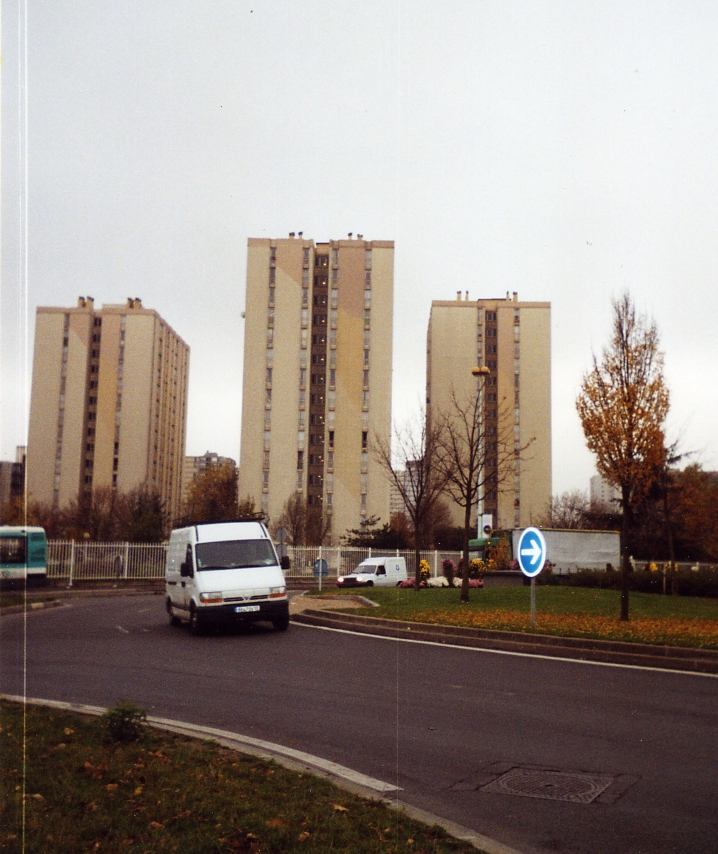
Wohnhochhäuser in Aubervilliers bei Paris

Die Gründung von Villenvororten in europäischen und US-amerikanischen Großstädten seit Mitte des 19. Jahrhunderts und von Gartenstädten in England und Deutschland um 1900 sind Frühformen der Suburbanisierung.
Die massenhafte Suburbanisierung in den USA (der sog. urban sprawl) ist ursprünglich ein Wohlstandsphänomen. Sie begann in der wirtschaftlichen Aufschwungphase in den 1920er Jahren allmählich mit der Verbreitung des Automobils und in größerem Stil nach dem Zweiten Weltkrieg, also ebenfalls in einer Periode wirtschaftlicher Prosperität. Die aus dem Krieg zurückkehrenden US-Soldaten gründeten damals Familien und bevorzugten Wohnlagen außerhalb der Innenstädte. Lebten 1939 13 Prozent der US-Amerikaner in Suburbia, so waren es 2010 über 50 Prozent.
Später wurde die Verteuerung des Wohnraums in den Innenstädten zum Treiber des Prozesses der Suburbanisierung. In den 1960er Jahren setzte die massenhafte Suburbanisierung auch in Westeuropa ein. Begleitet wurde sie hier oft durch die Schaffung großer Trabantenstädte mit Mietwohnungen.
In Osteuropa setzte nach 1990 eine nachholende Suburbanisierung ein, da es hier zuvor kaum Möglichkeiten zum privaten Wohnungsbau gab. In Asien begann die Suburbanisierung mit der Gründung von Villenvierteln durch die Kolonialmächte England und die Niederlande. Informelle Siedlungen (z. B. Favelas) sind armuts- und zuwanderungsbedingte Formen der Suburbanisierung in Entwicklungs- und Schwellenländern. Die starke Zersiedlung in China seit 1995 hat hingegen selten die Form der Suburbanisierung angenommen: Hier ist die Ursache in der Ausbreitung von Industrieanlagen in der Fläche zu sehen, um die herum immer neue Arbeitersiedlungen entstanden.
Seit den 1970er Jahren werden die suburbanen Strukturen weltweit komplexer und heterogener. Die Suburbia entwickelt zunehmend urbane Funktionen.

## Ursachen
Allgemeine Gründe für die Suburbanisierung sind
- ein starker Zuwanderungsdruck in die Stadt durch Inländer (Landflucht) oder Außenwanderungsgewinne (z. B. Zuzug hochqualifizierter ausländischer Arbeitskräfte in global cities). Seinen extremen Ausdruck findet dieser Prozess in der Ausbildung von Megastädten.
- ein starker Siedlungs- und Flächendruck in den Kern- bzw. Innenstädten, bei dem in westlichen Industrieländern mit zumeist steigenden individuellen Flächenansprüchen und hohen Miet-/Baulandpreisen in innerstädtischen Lagen ein lang andauernder Prozess der Wohnsuburbanisierung ins städtische Umland entstand, in dem die Flächenpreise niedriger und auch die Verfügbarkeit an Wohnbauland größer sind.
- das Imageproblem der durch Verkehr überlasteten Kernstädte gegenüber dem Umland, das häufig als attraktiver gesehen wird.
- ein deutlich verändertes Mobilitätsverhalten mit gleichzeitigem Ausbau des Verkehrswegenetzes, dem Ausbau des ÖPNV und der stark zugenommenen Motorisierung. Da die gestiegene Mobilität bzw. neuerdings auch digitale Kommunikationsmedien nicht mehr eine unmittelbare Nähe zum Arbeitsplatz bedingen, spielen eine kinderfreundliche Umgebung, eine hohe Wohn- und Lebensqualität, ein grünes Wohnumfeld, die Nähe zu Freizeiteinrichtungen und die landschaftliche Attraktivität eine immer größere Rolle.

Eine Sonderform der Suburbanisierung bildet die sog. „autochthone Suburbanisierung“. Hier gibt die einheimische Bevölkerung die Landwirtschaft als Lebensgrundlage auf und nimmt einen Arbeitsplatz in der Kernstadt an, wodurch es zwar nicht zu einer Bevölkerungsumverteilung kommt, wohl aber zu einer Wandlung des Lebensstils.
In neuerer Zeit setzt eine Umkehrung des Prozesses der Suburbanisierung ein (sog. Reurbanisierung): Gruppen mit höherem Einkommen bevorzugen wieder Wohnlagen in den Kernstädten, die an Attraktivität gewinnen.

## Folgen

### Wirtschaftliche und fiskalische Folgen

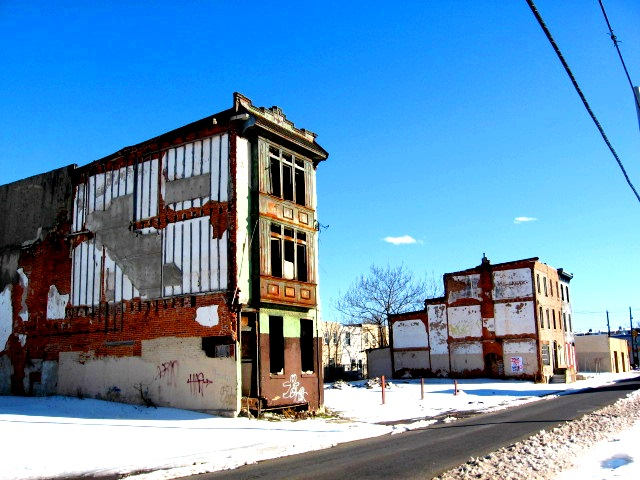
Verfall am Rande der Innenstadt, hier in Philadelphia, Pennsylvania

Die unmittelbaren Folgen sind Pendlerströme zwischen Wohnorten und Arbeitsplätzen, die sich häufig weiterhin in der Stadt befinden, was zu Fahrtkosten, Zeitverlust und Umweltbelastung führt. Außerdem wird die Landschaft zersiedelt, es bildet sich ein sogenannter „Speckgürtel“ um die Stadt.
Da häufig die politische Stadtgrenze oder sogar Landesgrenze verlassen wird, schrumpfen die städtischen Steuereinnahmen. Einkommensteueranteil und weitere Steuern fließen stattdessen dem Landkreis zu. Dennoch wird erwartet, dass die Kernstadt ihre Infrastruktur erhält und sogar den wachsenden Verkehrsströmen anpasst. Leerstände sollen beseitigt und durch Ansehnliches ersetzt werden. Es kann aber auch der Fall auftreten, dass Umlandgemeinden großer Städte zu reinen Wohngemeinden werden. Infrastruktur wie Einkaufsmöglichkeiten können sich nicht behaupten, da die Bewohner ihre Einkäufe in der Stadt tätigen und damit in der kleinen Gemeinde das Steueraufkommen fehlt. Außerdem können die Grundstückspreise sehr hoch steigen, so dass die angestammte Bevölkerung sich aus Kostengründen nicht ausweiten kann. In der Folge kann es zur Segregation von Bevölkerungsschichten (z. B. nach Stand oder Einkommen) kommen. Unter solchen Rahmenbedingungen besteht auch die Gefahr zur Bildung von Slums.

### Ökologische Folgen
Durch ein Wachstum der Siedlungs- und Verkehrsfläche geht stadtnaher Freiraum mit seinen ökologischen Funktionen (Frischluftschneisen, Kaltluftentstehung, Biotopverbund, Grundwasserregeneration u. a.) und Erholungsfunktion sowie als Landschaftsbild verloren. Folglich wird das Stadtklima negativ beeinträchtigt. Die meist dünn bebauten Gebiete verursachen für die Gemeinden zukünftig hohe Infrastrukturfolgekosten, da Leitungen, Straßen oder soziale Einrichtungen neu aufgebaut werden müssen.
Allerdings ist die recht heterogene Suburbia als Lebensraum für viele kleinere Tier- und Pflanzenarten besser geeignet als große monoagrikulturelle Flächen oder als die versiegelten Kernstädte.

### Soziale und psychische Folgen
Auch die Vorortgürtel unterliegen dem Trend zur sozialen Segregation. Hier finden sich sowohl ethnische Ghettos als auch Gated Communities. Die Lebensqualität in der Suburbia ist seit Jahrzehnten Gegenstand der soziologischen und psychologischen Fachdiskussion. Seit den 1970er Jahren mehren sich wissenschaftlich gestützte Aussagen, dass Bewohner der Vortortsiedlungen mit der sozialen Isolation und ihren Lebensbedingungen weniger zufrieden sind als die Einwohner der Kernstädte. Filme wie American Beauty trugen zum schlechten Ruf der Wohnvororte bei.
Andere Analysen auf Basis von US-Zensusdaten haben ambivalente oder für die Suburbia sogar positive Ergebnisse gezeigt: So vergrößert eine hohe Bevölkerungsdichte auf engem Raum, wie sie für Kernstädte, aber nicht für Wohnvororte typisch ist, statistisch die Rate von Depressionen und die Unzufriedenheit mit der Nachbarschaft. Eine hohe Depressionsrate ist auch in wohlhabenden Nachbarschaften zu verzeichnen, die aber längst nicht für alle Wohnvororte charakteristisch sind.
Seit etwa 2008 breitet sich jedoch eine Opioid-Epidemie als Folge von Schmerzmittelmissbrauch vor allem in den von Weißen bewohnten Vorstädten aus. Viele der Drogentoten sind durch verschriebene Schmerzmittel, die Opiate enthalten, süchtig geworden und wegen der hohen Kosten der Medikamente verarmt, so dass sie auf das billigere Heroin umsteigen. Betroffen sind viele kleinere Städte und Vororte der Ostküste, des Südens, Mittleren Westens und Kaliforniens, wodurch erstmals die durchschnittliche Lebenserwartung der weißen Männer sank.

### Kriminalität
Nach Marcus Felson verbreitet sich mit der Tendenz zur Suburbanisierung ein Typus von Urbanität, den er als divergierende Metropole bezeichnet. Sie sei durch eine hohe Dispersion alltäglicher Aktivitäten gekennzeichnet, was sich in häufiger arbeits- und transportzeitbedingter Abwesenheit vom eigenen Haushalt, selteneren Interaktionen mit Nachbarn, dem Zuwachs großer monofunktionaler Flächen (z. B. Straßen, Parkplätzen, Einkaufszentren) und der Segregation von Alltagsaktivitäten nach Kriterien von Schichtzugehörigkeit und Alter äußert. Dieser Prozess habe zu einer allmählichen Zerstörung des feinmaschigen Netzes informeller sozialer Kontrolle geführt, welches auf der Identifikation mit lokalen Gemeinschaften beruht, und damit die Zunahme von Eigentums- und Gewaltkriminalität begünstigt. Diese ziehe sich aus den Innenstädten zurück und verlagere sich nach Suburbia.

## Gegentendenzen
Durch die erhöhte Inanspruchnahme und Verteuerung von Ressourcen in den Ballungsräumen wandern nicht nur Einwohner, sondern auch Gewerbebetriebe in das Umland ab. Dadurch verlieren die Vor- und Schlafstädte ihren suburbanen Charakter und entwickeln sich zu teilweise autonomen Unterzentren, was allerdings größere Investitionen in Siedlungsplanung und Infrastruktur voraussetzt. So ist Teltow derzeit (2017) die am schnellsten wachsende Mittelstadt Deutschlands.

## Möglichkeiten der Steuerung
Heute versucht man der Suburbanisierung in Deutschland und anderen Industriestaaten entgegenzuwirken, da mit ihr die Zersiedelung der Landschaft anwächst und der Flächenverbrauch direkt und indirekt (Verkehr) ansteigt. Auch der Lastenausgleich für den Bau und Unterhalt von Infrastruktur wird zwischen Kernstadt und suburbanem Raum zunehmend zum Problem. Als ein raumordnerisches Gegenkonzept zur Suburbanisierung wird in der Raumordnung der Bundesrepublik Deutschland vor allem das Leitbild der dezentralen Konzentration verwendet. Steuerungsmöglichkeiten des Suburbanisierungsprozesses sind:
- Ansätze auf landesplanerischer Ebene und regionalplanerischer Ebene (Landesentwicklungsplan, Regionalpläne),
- Ansätze auf fachplanerischer Ebene (z. B. im Siedlungswesen, Naturschutz oder Gewerbe),
- Ansätze auf kommunaler Ebene:
  - Wichtig ist dabei die interkommunale Kooperation, da sich Suburbanisierung selten auf das Gebiet einer Stadt beschränkt, beispielsweise im Rahmen der interkommunalen Verkehrs- oder Siedlungsplanung.
- Ansätze fiskalischer Art (z. B. über den kommunalen Finanzausgleich, Abschaffung der Entfernungspauschale, Benzinsteuererhöhung).

Einem Bevölkerungsverlust entgegenzusteuern ist zudem nicht zuletzt ein permanentes kommunalpolitisches Thema. Dazu gehören vielfältige Maßnahmen, ein attraktiver Wohn- und Wirtschaftsstandort zu sein. Dies ist auch in anderen europäischen Staaten ein Thema. Eine Kleinstadt in Italien etwa versuchte mit einer Prämie von 30.000,00 Euro mit Auflagen für einen Zuzug in den Ortskern mit Wohnungskauf zu werben.
Zur Verringerung des Siedlungsflächenverbrauchs und der Versiegelung werden zur Ergänzung des Planungsrechts auch marktwirtschaftliche Instrumente diskutiert. Die Enquête-Kommission des Deutschen Bundestages Schutz des Menschen und der Umwelt nennt in ihrem 1998 veröffentlichten Abschlussbericht die vom Difu bereits 1995 vorgeschlagene Bodenwert- und Bodenflächensteuer, den Handel mit Flächenausweisungsrechten oder die Erhebung einer gestaffelten Abgabe auf die Versiegelung bisher unversiegelter Flächen. Diese Instrumente sind bisher nicht umgesetzt worden.